# Elaenia parvirostris
Elaenia parvirostris е вид птица от семейство Tyrannidae.

## Разпространение
Видът е разпространен в Аржентина, Аруба, Боливия, Бонер, Синт Еустациус, Саба, Бразилия, Венецуела, Гвиана, Еквадор, Колумбия, Кюрасао, Парагвай, Перу, Суринам, Тринидад и Тобаго, Уругвай и Френска Гвиана.